# Scaphetus simus
Scaphetus simus är en insektsart som beskrevs av Knight 1975. Scaphetus simus ingår i släktet Scaphetus och familjen dvärgstritar. Inga underarter finns listade i Catalogue of Life.